# Lucy az égben
A Lucy az égben 2019-ben bemutatott amerikai filmdráma, melynek elsőfilmes rendezője és egyik producere Noah Hawley. A főbb szerepekben Natalie Portman, Jon Hamm, Zazie Beetz, Dan Stevens, Colman Domingo és Ellen Burstyn látható.
A cselekmény Lisa Nowak amerikai űrhajósnő William Oefelein űrhajóstársával folytatott romantikus kapcsolata és az ehhez kötődő bűncselekmény történetén alapul.
A film a Fox Searchlight Pictures gyártásában készült, a Torontói Nemzetközi Filmfesztiválon mutatták be 2019. szeptember 11-én, ezt a filmszínházi bemutató október 4-én követte. A film negatív kritikákat kapott a kritikusoktól. Pénzügyileg a film bukás lett, a 21 millió dolláros költségvetéséhez képest még az 1 millió dolláros bevételt sem érte el.

## Cselekmény
Lucy Cola űrhajósnő a küldetése során tapasztalt transzcendens élmények hatása alatt a Földre visszatérve egyre inkább elveszíti a kapcsolatot megszokott életével, a férjével és az unokahúgával. Egyre több időt tölt űrhajóstársaival, és viszonyt kezd egyikükkel, Markkal. Közben rögeszmésen koncentrál arra, hogy bekerülhessen a következő küldetés legénységébe. Amikor meg akarja dönteni egyik riválisa, Erin rekordját egy víz alatti tréning során, sisakja megtelik vízzel. Ezalatt Lucy végig természetellenesen nyugodt marad, még a szívverése sem gyorsul fel, ami pszichés problémáira irányítja a vezetőség figyelmét. Mivel a kötelező pszichológiai felülvizsgálatra nem megy el, a főnöke úgy dönt, hogy nem vehet részt a következő küldetésen. Bár ígéretet kap, hogy egy későbbi küldetésen részt vehet, Lucy nem tudja elfogadni a döntést. Paranoiáját az is erősíti, hogy Erin, akiről kiderül, hogy szintén viszonyt folytat Markkal, bekerül a legénységbe.
Lucy elhagyja férjét, és az unokahúgát magával cipelve elindul, hogy bosszút álljon Markon és Erinen. Követi őket San Diegóba, és a repülőtér parkolójában rátámad Markra. Amikor Erin is megjelenik, Lucy rovarirtót fúj Mark szemébe, aki félvakon elmenekül. Lucy összeomlik, és menekülés közben elfogja a rendőrség. A film végén méhészkedés közben látjuk, ahogy az arcvédő hálót felemelve mosolyogva figyeli a méheket és egy pillangót.

## Szereplők
- Natalie Portman – Lucy Cola űrhajósnő
- Jon Hamm – Mark Goodwin űrhajós
- Zazie Beetz – Erin Eccles űrhajósnő, Lucy vetélytársa
- Dan Stevens – Drew Cola, Lucy férje, PR-es a NASA-nál
- Colman Domingo – Frank Paxton
- Ellen Burstyn – Nana Holbrook, Lucy nagyanyja
- Pearl Amanda Dickson – Blue Iris, Lucy unokahúga, aki Lucy családjával él
- Jeremiah Birkett – Hank Lynch
- Joe Williamson – Mayer Hines
- Nick Offerman – Dr. Will Plimpton
- Tig Notaro – Kate Mounier
- Jeffrey Donovan – Jim Hunt

## Gyártás
A projekt, akkori nevén Pale Blue Dot (Halványkék pont), 2017 februárjában indult, Noah Hawley, Bruna Papandrea és Reese Witherspoon részvételével. Az eredeti terv szerint a főszerepet Reese Witherspoon játszotta volna, de 2017 novemberében kiszállt a filmből, hogy bekapcsolódjon a Hatalmas kis hazugságok második évadának forgatásába.
2018 januárjára biztossá vált, hogy Hawley fogja rendezni a filmet, és tárgyalások kezdődtek Nataile Portmannel a főszerepről. 2018 márciusában Jon Hamm csatlakozott a stábhoz. Áprilisban, Zazie Beetz, májusban Dan Stevens is csatlakozott. 2018 júniusában Ellen Burstyn elvállalta Lucy nagyanyjának szerepét. 2018 júliusában Colman Domingo és Jeremiah Birkett, végül 2019 februárjában  Nick Offerman csatlakozását jelentették be.
A forgatás 2018 júniusában kezdődött.

### Zene
A filmben elhangzik a Beatles' "Lucy in the Sky with Diamonds" című dalának instrumentális változata.

## Megjelenés
A film világpremierje a Torontói Nemzetközi Filmfesztiválon történt, 2019. szeptember 11-én. A mozikban 2019. október 4-től vetítették.
Magyarországon az HBO kínálatában érhető el 2020 szeptemberétől.

## Fogadtatás

### Bevételi adatok
A bemutatkozó hétvégén a film 37 filmszínházban 55 000 dollárt termelt.

### Kritikai visszhang
A Rotten Tomatoes oldalon a filmre érkezett 123 visszajelzésből mindössze 21% pozitív, a súlyozott tetszési átlagindex 4.36/10. A kritikusok véleménye szerint "Natalie Portman mindent belead, de ez nem elegendő ahhoz, hogy ellensúlyozza a Lucy az égben zagyva történetének zavaros megközelítését." A Metacritic oldalon a film súlyozott átlaga 36 kritika alapján 36/100, ami "általában kedvezőtlen véleményeket" jelez.

### Bírálatok
2018 novemberében Marsha Ivins visszavonult űrhajós bírálta a film alapötletét, és tagadta, hogy a visszatérő motívum, miszerint "az űrhajósok kezdik elveszíteni a valóságérzéküket, miután hosszabb ideig az űrben vannak" valóban létező jelenség lenne. A 2019-es Torontói Nemzetközi Filmfesztiválon történt bemutatkozást követően több sajtóorgánum – némelyik tréfásan – bírálta a filmet, amiért nem tartalmazta Nowak valós életének sikamlósabb elemeit, különösen azt, hogy űrrepülése során felnőtt pelenkát viselt.